# Abel Díez
Abel Díez Tejerina (Boñar, León, 31 de enero de 1953-Gijón, Asturias, 15 de abril de 2025) fue un futbolista español que jugó como delantero. El principal equipo a lo largo de su carrera deportiva fue el Real Sporting de Gijón con el que disputó, en ocho temporadas, un total de 275 encuentros y anotó 81 goles, 38 de los cuales fueron en Copa del Rey, cifra que lo sitúa como máximo goleador rojiblanco en el torneo.

## Trayectoria
Comenzó su carrera deportiva en 1972 jugando en la Cultural y Deportiva Leonesa. Posteriormente, fichó por el Real Avilés C. F., en el que se mantuvo hasta 1976, año en el que se incorporó al Real Sporting de Gijón. Debutó con el equipo asturiano frente al Club Deportivo Castellón, en una derrota por 2-0, en la que disputó todo el encuentro, la siguiente jornada sería su debut en El Molinón de Gijón, saliendo como suplente, así como su primera victoria con el equipo, 3-1 frente al Barcelona Atlético. Con el Sporting disputó un total de 263 encuentros repartidos entre Segunda División, Primera División, Copa del Rey y Copa de la UEFA, en los que llegó a anotar 81 goles.
En la temporada 1983-84 terminó su vinculación con el Sporting y fichó por el Hércules C. F. por dos temporadas. Sin embargo, al finalizar la primera de ellas, rescindió su contrato y se unió de nuevo al Real Avilés, equipo en el que puso fin a su carrera como futbolista profesional en el año 1987 tras quince temporadas. Aun así continuó con su carrera deportiva jugando un último año en el San Martín, del grupo asturiano de Tercera División. Al término de la temporada 1987-88 colgó las botas para siempre.

## Clubes
| Club                         | País   | Año       |
| ---------------------------- | ------ | --------- |
| Cultural y Deportiva Leonesa | España | 1972-1974 |
| Real Avilés C. F.            | España | 1974-1976 |
| C. D. Gijón                  | España | 1976-1977 |
| Real Sporting de Gijón       | España | 1977-1984 |
| Hércules C. F.               | España | 1984-1985 |
| Real Avilés C. F.            | España | 1985-87   |
| Club Deportivo San Martín    | España | 1987-88   |